# Луиза Брукс
Мери Луиза Брукс (енгл. Mary Louise Brooks; 14. новембар 1906 — 8. август 1985)  била је америчка филмска глумица и плесачица; сматра се једном од најбољих глумица немог филма, иконом џез ере, секс-симболом и отелотворењем флаперке са препознатљивом боб фризуром коју је популаризовала током каријере.
Започела је каријеру са петнаест година прикључивши се трупи Денишон школа плеса и сродних уметности (Denishawn School of Dancing and Related Arts). Након што је избачена из трупе, радила је као водвиљска играчица у Џорџ Вајтовим скандалима и Зигфилдовим лудоријама на Бродвеју. На Бродвеју је привукла пажњу Волтера Вангера, продуцента Парамаунт пикчерса, који јој је понудио петогодиши филмски уговор. На почетку је глумила споредне улоге у лаким комедијама, да би врло брзо почела да тумачи и главне, међу којима се издвајају улоге: вамп заводнице у немом филму Девојка у свакој луци Ховарда Хокса и прерушене девојке у филму Просјаци живота Вилијама Велмана, једном од првих звучних филмова у историји. У овом периоду кретала се у круговима високог друштва окупљених око новинарског магната Вилијама Рандолфа Херста.
Незадовољна улогама у Холивуду, Брукс се преселила у Европу 1929. године, где је снимила три дугометражна филма по којима је данас најпознатија: Пандорина кутија (1929), Дневник изгубљене девојке (1929), и Цена лепоте (1930); прва два је режирао експресионистички аустријски редитељ Георг Вилхелм Пабст. Почетком 1930-их вратила се у Холивуд и играла мање улоге у Б продукцијама и кратким филмовима. Финансијски је стајала веома лоше те је 1932. године банкротирала. Након што је завршила са филмском каријером 1938. године, кратко је водила плесни студио, затим је постала радио глумица, а потом и трач-колумнисткиња. Неколико година радила је као продавачица, да би у 36. години постала куртизана коју је уздржавало неколико сталних богатих муштерија. 
Француски филмски историчари поново су „открили” њене филмове 1950-их и прогласили је једном од најбољих глумица неме ере филма, што је пробудило интересовање са Бруксину заоставштину. Тада је повучена и осиромашена глумица почела да пише есеје о филму и сопственом животу за разне часописе. Објавила је мемоаре Лулу у Холивуду 1982. године. Три године касније је умрла од срчаног удара у 78. години. Са годинама, њена репутација је само расла, те су њен лик и дело постали инспирација за многобројне књиге, филмове и друга уметничка дела.

## Детињство и младост
Рођена је 1906. године у Черивејлу, држава Канзас, као ћерка Леонарда Портера Брукса, презапосленог адвоката, и Мире Руд, уметнице која је веровала да "плачљива деришта које сам родила могу да се сама побрину за себе".  Мајка јој је била талентована пијанисткиња која је деци подстицала љубав према књигама и музици свирајући им најновије композиције Дебисија и Равела на клавиру.
Луиза је свој родни град описала као типични градић на америчком ценралном западу, где су се варошани: „молили у јавности, а у шталама учествовали у инцесту.” Када је имала 9 година, комшија ју је силовао.  Психичка траума коју је тада доживела, извршила је корозивни утицај на њену психу током свих каснијих животних фаза. Касније је тврдила да је „неспособна за праву љубав” и да је искуство злостављања обликовало њен став према сексуалном задовољству: „за мене, пристојни, драги мушкарци никада нису били довољни - требало је постоји елемент доминације". Као одрасла особа признала је мајци шта се догодило, а мајка јој је одговорила да је вероватно сама крива што је "провоцирала".
Каријеру је започела као играчица, придруживши се са петнаест година плесној школи Денишон (The Denishawn School of Dancing) у Лос Анђелесу 1922. године. Међу оснивачима школе били су Рут Сент Дени и Тед Шон, као и млада Марта Грејем. Брукс, као чланица плесне трупе са међународним наступима, поред Америке, наступала је у Лондону и Паризу. Толико се брзо истакла плесом да је већ у следећој сезони постала водећа играчица у трупи и играла је са самим Шоном. Међутим, због дуготрајних сукоба са менторком Сент Дени, нагло је отпуштена из трупе у пролеће 1924. године. Сент Дени ју је отпустила пред целим ансамблом увикнувши: „Избацујем те из трупе зато што очекујеш да ти се све донесе на сребрној тацни”. Реченицу је Брукс дуго памтила и негде се слагала са њом; када је правила скицу за свој планирани аутобиографски роман 1949. године, десето и уједно последње поглавље романа је требало да понесе име „Сребрна тацна”. Имала је 17 година када је отпуштена из трупе,  али захваљујући Барбари Бенет, сестри Констансе и Џоун Бенет, брзо је нашла нови посао, овог пута у плесној групи бродвејске музичке ревије „Џорџ Вајтови скандали” (George White's Scandals), а потом и у улози полуголе играчице у представи Зигфилдове лудорије (Ziegfeld Follies) из 1925. године, која се играла у позоришту Амстердам на 42. улици Бродвеја.
Захваљујући улогама у Зигфилдовим лудоријама, приметио ју је Волтер Вангер, продуцент филмског студија Парамаунт пикчерс, који јој је понудио петогодишњи уговор 1925. године. Убрзо, Брукс је на Вангеровом коктелу упознала Чарлија Чаплина, који је био у Њујорку због премијере филма Златна Грозница. Упустили су се у двомесечну аферу, иако је Чаплин био у браку са Литом Греј.

## Каријера

### Парамаунт пикчерс
Брукс је дебитовала на великом платну глумећи епизодну улогу у немом филму Улица заборављених људи (The Street of Forgotten Men) из 1925. Врло брзо је почела да добија и главне женске улоге у низу лаких комедија, где је глумила типску улогу флаперке, а глумачки парнери су јој били, између осталих, Адолф Мењоу и Вилијем Клод Филдс.
Године 1925. понудили су јој уговор и студио Парамаунт и студио Метро-Голдвин-Мејер. Пошто је у то време имала повремену љубавну везу са Валтером Вангером, челником Парамоунт студија и мужем глумице Џастин Џонстоун, Вангер је покушао да је наговори да прихвати уговор студија Метро-Голдвин-Мејер, не би ли избегла трачеве да је уговор добила због везе са њим. Упркос саветима, Брукс је потписала за Парамаунт. Године 1928. снимила је успешан филм Девојка у свакој луци (A Girl in Every Port) у режији Хауарда Хокса, где је тумачила вамп девојку. Филм је посебан успех остварио у Европи где је стекао култни статус, а њена боб фризура постала је модни тренд, те су многе девојке стилизовале косу по угледу на фризуре Луизе Брукс и колегинице са филма Колин Мур.
У раној звучној филмској драми по именом Просјаци живота (Beggars of Life) (1928) играла је злостављану сеоску девојку која убија очуха у тренутку када је напаствује. Скитница (игра га Ричард Арлен) случајно постаје сведок ситуације, те наговара девојку да се преруши у дечака и побегне са њим железницом. Њих двоје долазе у склониште где се окупљају скитнице, али убрзо скупина просјака разоткрива њен пол, те поново постаје угрожена. Филм је сниман на Џакумба планинама близу границе са Мексиком и у њему је први пут употребљен бум микрофон, који је измислио режисер Вилијам Велман за потребе снимања једне од првих звучних сцена у историји филма.
На снимању Просјака живота било је пуно тензија. Током продукције провела је ноћ са статистом који је наредног дана раширио причу да глумица има венеричну болест коју је, наводно, зарадила са продуцентом Џеком Пикфордом. Њени односи са филмским партнером Ричардом Арленом постали су натегнути, пошто Арлен, као пријатељ њеног тадашњег супруга Едија Сатерленда, према речима Бруксове, није био наклоњен њеним повремним љубавним излетима са члановима филмске екипе. Такође, сукобљавала се са редитељем Вилијамом Велманом, а готово је погинула слушајући режисерове налоге током снимање сцене када је морала да се попне на воз у покрету. 
Након снимања Просјака живота, глумила је у преткодовској криминалистичком филму Случај убиства Канаринке (The Canary Murder Case 1929). У то време, дружила се са познатим и богатим људима, које је касније презрела. Била је чест гост у кући Вилијам Рандолфа Херста и његове љубавнице Марион Дејвис, где је упознала њену сестричину Пепи Ледерер, са којом је имала аферу. Иако је веза била краткотрајна, њих две су постале најближе пријатељице и поверенице. Када је сазнала да је Херст, неколико година касније, стрпао Пепи у душевну болницу, где је извршила самоубиство скоком са прозора, Брукс је била очајна и читав догађај је додатно утврдио њен презир према Холивуду и лицемерству људи који тамо живе.
Брукс је презирала и лаке улоге које јој студио додељивао, те када је Парамоунт одбио да јој да повишицу, одлучила је да напусти Холивуд. Њен тадашњи љубавник Џорџ Престон Маршал понудио јој је да отплови са њим у Европу и да сними филм са режисером Георгом Вилхелмом Пабстом. Последњег дана снимања филма Случај убиства Канаринке, отпутовала је за Берлин. Овај побуњенички чин се показао као пресудан за њену каријеру.

### Европски период
Брукс је снимила укупно три остварења у Европи. Први је био филм Пандорина кутија (Die Büchse der Pandora 1929), неми филм у режији експресионистичког режисера Георга Вилхелма Пабста, снимљеног у стилу нове стварности. Сценарио је заснован на драмама Демон земље (Erdgeist) и Пандорина кутија (Die Büchse der Pandora) значајног експресионистичког књижевника Франка Ведекинда. У њему је Брукс тумачила главну улогу, лепу плесачицу Лулу, чија неспутана сексуалност разара мушкарце и жене који с њом долазе у додир, терајући их у сиромаштво, лудило и злочин.

Ова улога је од Бруксове начинила европску звезду, те је до данас остала њена најпознатија улога. Пабст је при избору глумице, наводно, одбио Марлену Дитрих, тврдећи да је са 27 година била сувише стара и превише очигледан избор за улогу фаталне лепотице, те је одлучио да улогу да америчкој глумици упркос саветима продуцената. Брукс је касније истакла: 
| „ | Када смо снимали Пандорину кутију, господин Пабст је био четрдесетотрогодишњи мушкарац који ме је задивио тиме што је знао све. А ја сам била двадестогодишња девојка која га је задивила тиме што није знала ништа | ” |

 
Читавог живота се сећала пријатне сарадње са Пабстом: 
| „ | У Берлин сам дошла да упознам господина Пабста и постанем глумица. Како се понашао он, тако су се понашали и други. Нико није подсмешљиво и притворно коменатрисао моју глуму. Сви су ме поштовали и уважавали, онако како никада нису у Холивуду. Било је као да ме је господин Пабст познавао читавог живота и тачно је знао како да ми помогне и да ме заштити. | ” |

Други европски филм је исто снимила са Пабстом. У питању је било остварење Дневник изгубљене девојке (Tagebuch einer Verlorenen, 1929) засновано на истоименом роману Маргарете Беме. Луиза Брукс је у њему тумачила лик младе и наивне девојке коју су родитељи затворили у поправни дом, након што је родила ванбрачно дете, одакле бежи и почиње да зарађује проституцијом. Последњег дана снимања филма Пабст је упозорио глумицу да се не враћа у Холивуд, саветујући је да остане у Европи и да настави да гради каријеру глумице у озбиљним филмовима. Пабст се плашио да ће је безбрижни однос према каријери на крају довести до просјачког штапа баш као што је завршила Лулу. Такође ју је упозорио да ће јој Џорџ Маршал и остали „богати амерички пријатељи” окренути леђа чим јој каријера крене силазном путем. 

Публика и филмска критика је била збуњена њеном натуралистичком глумом у оба немачка филма. Поједини гледаоци, напуштајући биоскоп, гласно су се жалили како глумица уопште не глуми. Филмска публика је до тада једино познавала театралну глуму са пренаглашеним покретима тела и гримасама. Њена глума је била суптилна зато што је схватила да је непотребно пренаглашавати осећања на лицу јер крупни кадрови могу да забележе и најделикатнија осећања на лицу.  Свој глумачки метод је објашњавала тврдњом: „не глуми се дескриптивним покретима лица и тела већ мисаоним и душевним покретима који су исказани на сведен начин”.  Данас је овакав начин глуме опште прихваћен, али је у то време био новина за гледаоце. Филмски критичар Роџер Иберт је касније забележио да је усвојивши овакав метод глуме: „Брукс постала један од најмодернијих и најутицајнијих глумаца”. Филмска историчарка Моли Хаскел истиче да су ова два филма: 
| „ | ...открили животињску чулност Бруксове и претворили је у једну од најеротичнијих фигура на филмском платну - неустрашива, млада девојка са фризуром у облику црне кациге, која, спознавши тек стидљивим осмехом сопствени ’пад’, постаје проститутка у Дневнику изубљене девојке, и која у Пандориној кутији излуђује мушкарце, иако је свесна греха колико и беба.Шаблон:Snf | ” |

             

Крајем 1929. енглески филмски критичар и новинар Седрик Белфраж интервјуисао је Пабста пишући чланак о немачким филмовима Луизе Брукс, а који је био објављен у фебруарском броју америчког месечника Покретне слике. Аустријски режисер је њен успех у Европи, према речима Белфража, приписао урођеном европском сензибилитету Луизе Брукс: 
| „ | ...цењени хер Пабст је причао док смо испијали пиће у бару Бристол у Берлину. 'Луиза', истакао је хер Пабст: 'има европску душу. Не може се од тога побећи. Када ми је описала Холивуд - лично тамо никада нисам био - дошло ми је да кукам против судбине што је уопште тамо и завршила. Она припада Европи и Европљанима. Била је сензација у немачким филмовима. Код мене није глумила блесаве мале шипарице. Играла је праве жене, и играла их је величанствено'. | ” |

Белфраж је даље у свом чланку пренео Пабсове речи о глумичином мишљењу о Холивуду. „Само помињање тог места”, тврдио је: „изазивало јој је мучнину”. Jош је истакао: „малограђанштина, испразност, једноличност, глупост - не, то није место за Луизу Брукс”.
Након успеха два немачка филма, Брукс је играла главну улогу у француском остварењу „Цена лепоте” (Prix de Beauté) италијанског режисера Аугуста Ђенина. Иако је ово био један од првих фрацуских звучних филмова, остварење није наишло на широк пријем.

### Повратак у Америку
Када се вратила из Берлина у Америку, Луиза је одбила да поново сними звучну верзију филма Случај убиства Канаринке. Бесни челници студија су из освете почели да тврде да њен глас ионако није био подесан за звучни филм, те су довели глумицу Маргарет Ливингстон да је замени. Ставили су је на незваничну црну листу, те је Брукс до краја каријере углавном добијала споредне и епизодне улоге. 
Глумила је споредне улоге у два мејнстрим филма из 1931. године: Божји дар за жене (God's Gift to Women) и Реклама се исплати (It Pays to Advertise); оба су остварила скроман успех. Режисер Вилијам Велман, упркос томе што се сукобљавао са њом током снимања „Просјака живота”, понудио јој је главну женску улогу у филму Државни непријатељ (Public Enemy). Брукс је понуду одбила јер је желела да посети свог љубавника Џорџа Престона Маршала у Њујорку, те је улога додељена младој глумици Џин Харлоу, која се овом улогом прославила. Касније је Брукс тврдила да је улогу одбила јер је „мрзела Холивуд”. Њен биограф Бери Парис сматра да је „одбијањем улоге у Државном непријатељу истински завршила са каријером.”
Брукс се вратила у Холивуд након што јој је Колумбија пикчерс понудила плату у висини од 500 долара, али је студио повукао понуду пошто је одбила пробно снимање за вестерн у режији Бака Џоунса. Потом је снимила краткометражну комедију Винди Рајли иде у Холивуд (Windy Riley Goes Hollywood) у режији јавно осрамоћеног Роска Арбакла,`који је сада снимао под псеудонимом Вилијам Гудрич.
Године 1932. Брукс је са 26 година банкротила,, те је почела да игра у ноћним клубовима како би зарадила за живот. Покушала је да се врати на филм 1936. године добивши споредну улогу у вестерну Празна седла (Empty Saddles) и мању улогу балерине у мјузиклу Када се заљубиш (When You're in Love). Следеће године је добила епизодну улогу у остварењу Краљ коцкара (King of Gamblers),, али су све сцене са њом избачене током монтаже.
Свој последњи филм снимила је 1938. године – вестерн Пљачкаши кочија (Overland Stage Raiders), где је играла са Џоном Вејном.  Тадашња филмска критика углавном није ни коментарисала њену улогу, а када и јесте, коментар је био сведен на пуко обавештење. Тако су њујоршке новине Филм данас објавиле приказ где се глумица само спомиње у реченици: „Луиза Брукс игра заводницу”,  док је Варајети (Variety), ондашњи најутицајнији магазин, објавио у приказу: „Луиза Брукс је заводница која ништа друго не ради осим што изгледа гламурозно са косом до рамена”.

## Живот након филма

### Новчани проблеми
Новчани проблеми Луизе Брукс нагло су се повећали почетком четрдесетих. Према пореским подацима маја 1940. године, радила је као копирајтер за часопис, а живела је у изнајмљеном апартману у Западном Холивуду, чија је месечна кирија износила 55 долара. Ускоро је остала без посла, те је очајнички тражила ново занимање. Касније се присећала: „једини мушкарци који су тада желели да се виде са мном, били су они који су желели да са мном спавају.” Њен пријатељ и некадашњи љубавник Волтер Вангер ју је упозорио да ће, ако остане у Холивуду, постати проститутка. Након што је размислила о Вангеровом упозорењу, олдучила је да спакује кофере и да се врати у свој родни крај у Канзасу.

У Вичити где је одрасла, Брукс је наишла на нове проблеме. Суграђани су је презирали, а ни она није имала боље мишљење о њима. Касније је објаснила: 
| „ | Повукла сам се у очеву кућу у Вичити, али суграђани нису знали да ли ме више презиру зато што сам остварила успех напустивши родни крај или зато што сам доживела неуспех вративши се у завичај. | ” |

 Након неуспешног покушаја да отвори плесни студио, вратила се у Њујорк. Радила је као радијски глумац у сапуницама, потом као новинарка у трач рубрици, да би потом једно време радила као продавачица у радњи на Сакс авенији на Менхетну. од 1848. до 1853. године радила је као куртизана пружајући услуге неколицини богатих мушкараца преко агенција за пословну пратњу. Током овог периода размишљала је о самоубиству: 
| „ | Схватила сам да је једина могућа каријера за мене, неуспешну глумицу од 36 година, да будем проститутка... тако да сам почела да кокетирам са фантазијама које су укључивале мале бочице испуњене жутим пилулама за спавање. | ” |

Сви њени богати и познати пријатељи су је заборавили. Покушала је да напише мемоаре о свом животу под именом Гола на јарцу – назив је преузела и Гетеовог Фауста. Након што је годинама радила на њему, одлучила је да рукопис спали. Како је време пролазило све више је пила и размишљала о самоубиству.

### Превредновање
Никаква Гарбо! Никаква Дитрих! Само Луиза Брукс!

— Анри Ланглоа, 1953
Средином педестих, француски филмски историчари, попут Анрија Ланглоа, писали су о филмовима Луизе Брукс, пре свега Пабстовим остварењима, истакнувши да ниједна глумица из тог времена не може да се мери са њом, па чак ни Грета Гарбо или Марлен Дитрих. Тако је и порасло поновно интересовање за њена остварења, те је приређено неколико филмских ретроспетива.
Џејмс Кард, филмски кустос у музеју Кућа Џорџа Истмена, открио је да Брукс „живи као усамљеник” у Њујорку. Наговорио је бившу глумицу да се пресели у Рочестер, близу музеја Кућа Џорџа Истмена, где би могла да проучава филмове и пише о својој каријери. Уз Кардову помоћ, постала је филмски есејиста пишући за филмске часописе. Написала је неколико запажених есеја, обједињена у књигу „Лулу у Холивуду” 1982. године,  за коју је Роџер Ибер рекао: „Једна од ретких књига о филму које су просто незаменљиве.”
Брукс је остала повучена до краја живота и ретко је давала интервјуе, али је развила близак однос са филмским историчарима Џоном Кобалом и Кевином Браунлоуом. Током седамдесетих дала је опсежни интервју за документарац Берлинска сећања: сумрак Вајмарске републике у режији Герија Конклина, као и за документарну серију Холивуд у режији Кевина Браунлоуа и Дејвида Џила. Године 1984. дала је још један интервју под именом Лулу у Берлину (1984) у продукцији Ричарда Ликока и Сузан Вол. Кенет Тинан, филмски критичар, написао је есеј „Девојка са црном кацигом” 1979. године, алудирајући на њену боб фризуру, коју је носила за време свог највећег успеха. Године 1982. писац Том Грејвс је добио дозволу да уђе у мали стан где је живела Брукс и да уради мањи интервју; необичнан и интензиван разговор са глумицом описао је чланку Моје поподне са Луизом Брукс.

## Смрт
У старости се борила са артритисом и хроничном опструктивном болести плућа. Умрла је од срчаног удара у Рочестеру 8. августа 1985. године, а сахрањена је на римокатоличком гробљу у Рочестеру.

## Приватни живот

### Бракови и љубавне везе
Брукс се на лето 1926. године удала за Едварда Сатерленда, режисера филма Стара војна игра, где је играла са Вилијамом Клодом Филдсом. Већ следеће године се упустила у аферу са Џорџом Престоном Маршалом, власником ланца перионица, те се од првог мужа развела јуна 1928. године. Наводно је Сатерленд био толико очајан разводом да је прве ноћи након њиховог растанка покушао да изврши самоубиство пилулама за спавање.
Веза са Маршалом је трајала, уз повремене прекиде, од 1927. до 1933. године. Маршал, који је према Бруксовим речима био насилан, неколико је пута неуспешно просио глумицу, те је, након неколико њених неверстава, одлучио да прекине везу и ожени глумицу Корин Грифит.
Брукс је тужила гламурозног фотографа Џона де Мирџијана 1925. године, како би га спречила да објави и тиме заради на њеним нагим фотографијама. Због тужбе је постао озлоглашен.
Године 1933. удала се за чикашког милионера Диринга Дејвиса, сина Нејтана Смита Дејвиса млађег, али га је оставила након 5 месеци брака, у марту 1934. године, оставивши за собом само поруку о својој намери. Према мишљењу Карда, Дејвис је за глумицу био само још „један елегатни богати удварач” и ништа више. Пар се званично развео 1938. године.
У старости Брукс је тврдила да није волела ниједног мушкарца у животу: „Штавише, никад нисам била заљубљена. А и да сам волела, да ли бих му била верна? Да ли би он могао да ми верује? Сумњам”. Није имала децу, и себе је ословљала именом „јалова Брукс”. Један од многобројних мушкараца са којима је била, био је и Вилијам С. Пели, оснивач Си-Би-Ес-а. Он јој је сваког месеца уплаћивао мању количину новца, што јој је у једном тренутку спречило да изврши самоубиство.
У септембру 1953. године, прешла је у римокатоличанство, али је престала да је иде у цркву 1964. године.

### Сексуалност
Након глумичине смрти, Кенет Тинан је записао да је Брукс била: „најзаводљивија, најсензуалнија слика жене икада забележена на филмском платну. Једина хедонисткиња без гриже савести, и једина љубитељка чистог задовољства, коју сам икада познавао”. Брукс је била сексуално ослобођена жена, са бројним еротским експериментима. Познате су и њене еротске фотографије са почетка каријере. Њене бројне љубавне афере са људима из света филма постале су легендарне, иако су многе остале само нагађање.   

Брукс је уживала да људи нагађају о њеној сексуалности, а била је блиска пријатељица многих лезбијки и бисексуалки попут Пепи Ледерер и Пеги Фирс. Неке везе са женама није крила, те је испричала да је провела ноћ са Гретом Гарбо, коју је описала као мужевну али шарматну и нежну љубавницу. Упркос овоме, одбијала је да себе декларише као бисексуалку: 
| „ | Веома сам се забављала док сам писала Сестричину Марион Дејвис (чланак о Пепи Ледерер), стављајући лезбијску тематику под знак питања. Све то ме је забављало читавог живота. ...Када умрем верујем да ће се сви ухватити за причу да сам лезбијка…. Трудила сам се да изгледа уверљиво. Све моје пријатељице биле су лезбијке. Али, ипак, слажем се с (Кристофером) Ишервудом, бисексуалност не постоји. Већина људи, иако се могу прилагодити због курвања или брака, су једносексуални. Имала сам две афере са женама – нису биле ништа посебно. | ” |

## Наслеђе
Након смрти, Брукс је постала инспирација за многобројне филмове, романе, музику и стрипове.

#### Филм
Питала сам оца [режисера Винсента Минелија] шта ми може рећи о гламуру из тридесетих година? Да ли би требало да имитирам Марлену Дитрих или тако неког? Одговорио је не, и упутио ме је да проучавам све што могу наћи о Луизи Брукс.

Лајза Минели, у емисији Inside the Actors Studio,
поводом инспирације за лик Сели Боулс у филму Кабаре
Брукс је била инспирација Лајзи Минели за концепцију лика Сели Боулс у Боб Фосијевом филму Кабаре из 1972. године. Минели је од Бруксове преузела начин шминкања и боб фрузуру. Лик који је тумачила Мелани Грифит у филму Нешто дивље режисера Џонатана Демија звала се Лулу и носила је боб Фризуру. Изабела Роселини је лик Лисли фон Роман у филму Смрт јој лепо стоји такође засновала на имиџу Луизе Брукс. У остварењу Најлуђи Божић, Лијев Шрајбер је играо трансродну јунакињу инспирисану маниризмом и стилом Бруксове. Године 2018. приказан је телевизијски филм The Chaperone у коме је темантизован долазак Луизе Брукс (тумачила ју је Хејли Лу Ричардсон) у Њујорк. 

#### Књижевност
Брукс је била инспирација Адолфу Бјоју Касарасу када је писао свој научно-фантастични роман Морелов изум (1940), где се говори о човеку заљубљеном у пројекцију 3Д слике под именом Фаустина. Касарас је у интервју из 1995. објаснио да је Брукс била инпирација за лик Фаустине. Роман, лишен научно-фантастичних елемемата, послужио је као наративна основа за филм Прошле године у Маринбеду из 1961. у режији Алена Ренеа.
У неколико романа савремене англосаксонске књижевности Брукс се појављује као лик. У Худинијевом срцу аутора Кија Лоунгфелоуа појављује се у визијама главног јунака, док је у роману The Chaperone британске ауторке Лауре Мориарти тематизован њен долазак у Њујорк и касније напуштање филмске каријере. Лик Чернебога у роману Амерички богови Нила Гејмена назива Бруксову највећом филмском звездом свих времена.
Холандски књижевник Вилијам Фредерик Херманс је такође укључио Бруксову у свој роман Сајџијски светац. 

#### Стрип
Луиза се појављује и у неколико стрипова и графичких новела. Била је инспирација за Дикси Дуган, новинарски стрип Џона Х. Стрибела. Стрип је излазио од касних 1920-ид до 1966. године, а касније је адаптиран у серију романа и мјузикл Show Girl, који је делимично заснован на периоду када је Брукс играла у Зигфилдовим лудоријама на Бродвеју.
Била је инспирација и за еротски стрип Валентина, аутора Гвида Крепакса, који је излазио од 1965. године. Крепакс је касније постао њен пријатељ и дописивали су се годинама. И Хуго Прат је једну од својих јунакиња засновао и назвао по Бруксовој.  
Илустратор Рик Гери је 2015. године објавио графичку новелу Луиза Брукс: детектив, где се глумица након завршетка филмске каријере вратила у Канзас, где је псотала детектив на разрешавању убистава.

#### Музика
Брукс се спомиње у неколико песама. Године 1991. британска, новоталасна музичка група Orchestral Manoeuvres in the Dark објавила је песму Pandora's Box у част њеног немачког филма. Слично је учинила и група Soul Coughing 1998. године када је у песми St. Louise Is Listening начинила неколико алузија на њену персону, као и група Marillion када је објавила песму Interior Lulu.
Године 2011. група Металика у сарадњи са Луом Ридом објавила је двоструки албум Lulu на чијем се омоту налази манекенка која личи на Брукс. Најскорије, Натали Мерчант је на албуму из 2014. објавила песму Лулу, а текст је заснован на биографским детаљима из живота глумице.

## Филмографија
| година | Превод                      | Оригинални назив            | Улога             | Режисер             | Белешка |
| ------ | --------------------------- | --------------------------- | ----------------- | ------------------- | --- |
| 1925   | Улица заборављеноих људи    | The Street of Forgotten Men | проститутка       | Херберт Бренон      | Сачуван делимично |
| 1926   | Америчка Венера             | The American Venus          | Госпођица Бејпорт | Френк Татл          | Изгубљен филм. Крајем деведесетих је пронађено неколико фрагмената (црно-белих и у боји) у Аустралији Године 2018. пронађен је пробни снимак у техниколору у трајању од 3 секунде, што је једини познати снимак младе Луиз Брукс у боји који имамо данас. Још једна сцена из филма је откривена 2018. године на снимку који је отпремљен на јутјуб каналу 2007. године. |
| 1926   | Позната личност             | A Social Celebrity          | Кити Лаверн       | Малколм Сент Клер   | Изгубљен филм |
| 1926   | Та стара америчка игра      | It's the Old Army Game      | Милдред Маршал    | Едвард Сатарленд    | |
| 1926   | Правити се важан            |                             | Клара             | Малколм Сент Клер   | |
| 1926   | Још једна плавуша           |                             | Дајана О’Суливан  | Алфрен Сантел       | Сачувани делови |
| 1926   | Воли ме и остави ме         |                             | Џени Волш         | Френк Татл          | |
| 1927   | Вечерње тоалете             |                             | Фокс Трот         | Лутер Рид           | Изгубљен филм |
| 1927   | Изврнуте чарапе             |                             | Карол Флеминг     | Ричард Росон        | Изгубљен филм |
| 1927   | Сада смо полетели           |                             | Гризел/Гризет     | Френк Р. Стрејер    | Године 2016. одломак у трајању од 23 минута је пронађен у чешкој филмској архиви. Пронађена трака је приказана на фестивалу немог филма у Сан Франциску 2. јуна 2017. године. |
| 1927   | Подивљали град              |                             | Снаглс Џој        | Џејмс Круз          | Изгубљен филм |
| 1928   | Девојка у свакој луци       |                             | Мари, Францускиња | Хауард Хокс         | |
| 1928   | Просјаци живота             |                             | девоја (Ненси)    | Вилијам А. Велман   | Звучна верзија је изгубљена; нема верзија је сачувана |
| 1929   | Мистерија убиства Канаринке |                             | Маргарет одел     | Малколм Сент Клер   | Звучна и нема верзија су сачуване |
| 1929   | Пандорина кутија            |                             | Лулу              | Георг Вилхелм Пабст | |
| 1929   | Дневник изгубљене девојке   |                             | Тимијан           | Георг Вилхелм Пабст | |
| 1930   | Цена лепоте                 | Prix de Beauté              | Лусијен Гарније   | Аугусто Ђенина      | Познат и под именом Госпођица Европе |
| 1931   | Исплати се рекламирати      |                             | Телма Темпл       | Френк татл          | |
| 1931   | Божји дар за жене           |                             | Флорин            | Мајк Куртиц         | |
| 1931   | Винди Рајли иде у Холивуд   |                             | Бети Греј         | Роско Арбакл        | |
| 1936   | Празна седла                | Empty Saddles               | Бун               | Лесли Селандер      | |
| 1937   | Када си заљубљен            |                             | играчица          | Роберт Рискин       | Ниеј потписана на филму |
| 1937   | Краљ коцкара                |                             | Џојс Битон        | Роберт Флореј       | Сцена са Луизом је избачена у монтажи |
| 1938   | Пљачкаши кочија             |                             | Бет Хојт          | Џорџ Шерман         | |

### Bibliography
Штампани извори
- Belfrage, Cedric (фебруар 1930). „Their European Souls: Some Stars' Spirits Flower Only Abroad”. Motion Picture. Chicago, Illinois. стр. 84, 96. Приступљено 15. 7. 2019 — преко Internet Archive.
- Böhme, Margarete (1908). The Diary of a Lost One. New York: Hudson Press.
- Brooks, Louise (пролеће 1966). „Charlie Chaplin Remembered”. Film Culture (40). New York.
- ——————— (1940). Fundamentals of Good Ballroom Dancing (PDF). Wichita, Kansas: Louise Brooks School of Ballroom Dancing (Self-published). Приступљено 10. 2. 2020.
- ——————— (1982). Lulu in Hollywood. New York: Knopf. ISBN 978-0-394-52071-1.
- ——————— (2000). Lulu in Hollywood: Expanded Edition. Minneapolis: University of Minnesota Press. ISBN 978-0-816-63731-7.
- ——————— (септембар 1956). „Mr. Pabst”. Image. 5 (7). Rochester, New York: George Eastman House. стр. 152—155.[мртва веза]
- ——————— (13. 1. 1975). „Stardom and Evelyn Brent”. Toronto Film Society. Toronto, Ontario.
- Brownlow, Kevin (1968). „David O. Selznick”. The Parade's Gone By. Berkeley: University of California Press. ISBN 978-0-520-03068-8.
- Carnovale, Norbert (2000). George Gershwin: A Bio-Bibliography. Bio-Bibliographies in Music, Number 76. London: Greenwood Press. стр. 12. ISBN 978-0-313-26003-2. Приступљено 4. 4. 2019.
- Cowie, Peter (2006). Louise Brooks: Lulu Forever. New York: Rizzoli. ISBN 978-0-847-82866-1.
- Da, Lottie; Alexander, Jan (1989). Bad Girls of the Silver Screen. New York: Carroll & Graf Publishers. стр. 50. ISBN 978-0-881-84512-9.
- Eisner, Lotte H. (2008) [1965]. The Haunted Screen: Expressionism in the German Cinema and the Influence of Max Reinhardt. Berkeley: University of California Press. ISBN 0-520-25790-1.
- Gaiman, Neil (2001). American Gods. New York: Headline Book Publishing. стр. 366. ISBN 978-0-747-27417-9.
- Garebian, Keith (20. 4. 2011). The Making of Cabaret. Oxford: Oxford University Press. ISBN 978-0-199-83129-6.
- Graves, Tom (2015). „My Afternoon With Louise Brooks”. Louise Brooks, Frank Zappa, & Other Charmers & Dreamers. Memphis: Devault-Graves Books. ISBN 978-1-942-53107-4.
- Haskell, Molly (1987). From Reverence to Rape: The Treatment of Women in the Movies (second изд.). Chicago: University of Chicago Press. ISBN 0-226-31885-0.
- Jaccard, Roland; Brooks, Louise (1986) [1976]. Louise Brooks: Portrait of an Anti-Star. Превод: Schein, Gideon Y. New York: New York Zoetrope. ISBN 978-0-918-43277-3.
- Krenn, Günter; Moser, Karin, ур. (2006). Louise Brooks: Rebellin, Ikone, Legende [Louise Brooks: Rebel, Icon, Legend] (на језику: German). Austria: Filmarchiv Austria. ISBN 978-3-902-53112-4.
- „Louise Brooks Declares Bankruptcy”. Waterloo Daily Courant. Waterloo, Iowa. 12. 2. 1932.
- McLellan, Diana (2001). The Girls: Sappho Goes to Hollywood. New York: Macmillan. ISBN 978-0-312-28320-9.
- Mollica, Vincenzo (1984). Louise Brooks: Una Fiaba Notturna. Italy: Editori del Grifo. ISBN 9788885282377.
- Oderman, Stuart (2009). Talking to the Piano Player II: Stars, Writers, and Bandleaders Remember. BearManor Media. стр. 135—140. ISBN 978-1-59393-320-3.
- Oettinger, Malcolm (август 1926). „Just a Prairie Flower”. Picture-Play Magazine. New York, N.Y. стр. 74—75. Приступљено 16. 7. 2019 — преко Internet Archive.
- „Overland Stage Raiders – Fast-Moving Cowboy and Bandit Story Will Entertain the Western Fans”. The Film Daily. New York, N.Y. 28. 9. 1938. стр. 8. Приступљено 17. 7. 2019 — преко Internet Archive.
- „Overland Stage Raiders”. Variety. New York, N.Y. 28. 9. 1938. стр. 21. Приступљено 17. 7. 2019 — преко Internet Archive.
- Pabst, G.W. (1971). Pandora's Box (Lulu): A Film. Volume 29 of Classic and Modern Film Scripts. Превод: Holme, Charles; Holme, Christopher. New York: Simon & Schuster. ISBN 978-0671206154.
- Paris, Barry (1989). Louise Brooks: A Biography. New York: Knopf. ISBN 978-0-394-55923-0.
- Sherrow, Victoria (2006). Encyclopedia of Hair: A Cultural History. Westport, Connecticut: Greenwood Publishing Group. ISBN 978-0-313-33145-9.
- Shipman, David (1970). The Great Movie Stars: The Golden Years. Hamlyn. стр. 81—83. ISBN 0-600-33817-7.
- The Wichitan (Yearbook). Available at the Wichita Public Library.: Wichita High School. 1922.
- Tynan, Kenneth (11. 6. 1979). „The Girl in the Black Helmet”. The New Yorker. New York. Архивирано из оригинала 24. 10. 2009. г. Приступљено 10. 4. 2019 — преко Internet Archive.
- Wahl, Jan (2016) [2010]. Dear Stinkpot: Letters From Louise Brooks (Paperback изд.). BearManor Media. ISBN 978-1-59393-474-3.
- Wayne, Jane Ellen (2003). The Golden Girls of MGM. Carroll & Graf Publishers. ISBN 978-0-7867-1303-5.
- Weiss, Andrea (1992). Vampires & Violets: Lesbians in the Cinema. London: Jonathan Cape. стр. 24. ISBN 978-0-224-03575-0.
- Wellman, Jr., William (2015). Wild Bill Wellman: Hollywood Rebel. New York: Pantheon Books. ISBN 978-1-101-87028-0.

Онлајн извори
- Arnold, Gary (10. 8. 1985). „Louise Brooks, '20s Starlet, Memoirist, Dies at Age 78”. The Washington Post. Приступљено 4. 4. 2019.
- Brownlow, Kevin; Pointon, Michael (12. 3. 2005). The Parade's Gone By: BBC Radio Documentary on Kevin Brownlow, Silent Film & the Making of Hollywood (на језику: енглески). BBC Radio 4. Приступљено 10. 3. 2020 — преко YouTube.
- Butler, Tracy J. (2011). „Character Profile: Ivy Pepper”. Lackadaisy. Приступљено 4. 4. 2019.
- Corliss, Richard (14. 11. 2006). „Lulu-Louise at 100”. Time. Приступљено 10. 4. 2019.
- Daley, Jason (10. 5. 2018). „Rare Technicolor Snippets of Lost Films Discovered”. Smithsonian. Приступљено 10. 4. 2019.
- DeWeese, Dan (фебруар 2014). „Speculative Cinema: The Invention of Marienbad – Is Every Art Film Science Fiction?”. Propeller Magazine. Приступљено 4. 4. 2019.
- Ebert, Roger (22. 3. 2012). „Great Movies: Diary of a Lost Girl”. RogerEbert.com. Ebert Digital LLC. Приступљено 10. 4. 2019.
- —————— (26. 4. 1998). „Film Review: Pandora's Box”. RogerEbert.com. Ebert Digital LLC. Приступљено 10. 4. 2019.
- Farmer, Robert (11. 7. 2010). „Lulu in Rochester: Louise Brooks and the Cinema Screen as a Tabula Rasa”. Senses of Cinema. Приступљено 10. 4. 2019.
- Fernandes, Jane (18. 7. 2018). „Hidden Treasure in a Film Can: Notes on our Technicolor Rediscovery”. British Film Institute. Приступљено 10. 4. 2019.
- Fleming, Jr., Mike (1. 2. 2013). „Fox Searchlight Sets Simon Curtis-Directed 'The Chaperone' With 'Downton Abbey's Elizabeth McGovern”. Deadline Hollywood. Приступљено 10. 3. 2020.
- „Follies girl, now in films, shocked by own Pictures”. Daily Mirror. 30. 11. 1925. Архивирано из оригинала 28. 3. 2005. г. „Louise Brooks, late of the Follies, has startled Broadway with an injunction suit to restrain John De Mirjian, theatrical photographer, from further distribution of nude portraits which he has made of her.”
- Geary, Rick (јун 2015). „Louise Brooks: Detective”. Publishers Weekly. Приступљено 4. 4. 2019.
- Gladysz, Thomas (30. 3. 2017a). „Long Missing Louise Brooks Film Found”. Huffington Post. Приступљено 10. 4. 2019.
- ———————— (21. 5. 2018). „Louise Brooks Society: And yet more of the lost Louise Brooks film, The American Venus”. Louise Brooks Society. Приступљено 10. 4. 2019.
- Hutchinson, Pamela (27. 4. 2018). „The American Venus (1926): Louise Brooks discovered in Technicolor”. Silent London. Приступљено 10. 4. 2019.
- Leacock, Richard (1973).  Peters, David; Alexander, Geoff, ур. „A Conversation with Louise Brooks”. Academic Film Archive of North America. Rochester, New York. Приступљено 10. 4. 2019.
- Lipton, James; Minnelli, Liza (5. 2. 2006). „Liza Minnelli”. Inside the Actors Studio. Сезона 12. Епизода 6 (на језику: енглески). Bravo.
- „Louise Brooks and the 'New Woman' in Weimar Cinema”. International Center for Photography. Архивирано из оригинала 16. 1. 2007. г. Приступљено 4. 4. 2019 — преко Internet Archive. „The exhibit ran from January 19 through April 29, 2007 at the ICP museum.”
- Mitgang, Herbert (10. 8. 1985). „Louise Brooks, Proud Star of Silent Screen, Dead at 78”. The New York Times. Приступљено 14. 11. 2011.
- „Natalie Merchant Unveils 'Lulu' Video Featuring Silent-Film Star Louise Brooks”. Nonesuch Journal. 16. 5. 2014. Приступљено 4. 4. 2019.
- Pabst, G. W. (2006) [1929]. Pandora's Box (Commentary). New York, New York: The Criterion Collection. CC1656D.
- Paris, Barry; Neely, Hugh Munro (1998). Louise Brooks: Looking for Lulu (Documentary) (на језику: енглески). PBS. Приступљено 10. 4. 2019.
- „The Sixteenth Census of the United States: 1940”. U.S. Bureau of the Census. FamilySearch. 24. 5. 1940. Digital image of original census page, "Brooks, Louise", West Hollywood, California, May 24, 1940. Приступљено 16. 7. 2019.
- Van Wycks, Carolyn (6. 4. 2014). „1920s Hairstyles – The Bobbed Hair Phenomenon of 1924”. Glamour Daze. Приступљено 10. 4. 2019.
- Willan, Philip (3. 8. 2003). „Guido Crepax: Erotic cartoonist in tune with contemporary Italy”. The Guardian. Приступљено 4. 4. 2019.

Даље читање
- Gladysz, Thomas (2017b). Beggars of Life: A Companion to the 1928 Film. PandorasBox Press. ISBN 978-0-692-87953-5.
- ———————— (2017). Now We're in the Air. PandorasBox Press. ISBN 978-0-692-97668-5.
- Hutchinson, Pamela (2017). Pandora's Box: BFI Film Classics. British Film Institute. ISBN 978-1-844-57968-6.